# Brandon Silverstein
Brandon Silverstein é um empresário americano e um executivo da indústria do entretenimento. Brandon é fundador e Diretor Executivo da S10 Entertainment, uma gravadora, editora musical, empresa de investimentos e responsável pela gestão de artistas como Anitta e Normani.

## Carreira
Enquanto cursava o ensino médio em Tenafly, Nova Jersey, Silverstein criou e promoveu festas e eventos independentes em Nova Iorque, além de contratar talentos para os clubes de Noah Tepperberg. Como calouro na Universidade de Indiana, Silverstein co-fundou um festival de música com as primeiras iterações ocorrendo em uma fazenda com Avicii e Tiesto, que foram atrações principais. No seu último ano, Brandon abandonou a faculdade para se aprofundar em seu interesse pela gestão musical de artistas. Ele voltou para Nova Iorque, onde em um encontro com o rapper e compositor Jay Z e Jay Brown, co-fundador e diretor executivo da Roc Nation, o encontro o levou a fundar a sua própria empresa a S10 Entertainment & Media. A Roc Nation e a S10 começaram uma parceria em 2018.
A primeira cliente de Silverstein foi a integrante do Fifth Harmony, Normani, que assinou com Brandon para desenvolver sua carreira solo. Em 2019 ele assinou um contrato de gestão mundial com a popstar brasileira, Anitta. No ano de 2020 lançou a S10 Publishing, e logo em seguida foi anunciado acordos de parceria com Ryan Tedder e Avex.
Em 2019 o empresário foi nomeado para a Forbes "30 Under 30" e em 2020 e 2021 para a Billboard "40 Under 40". Em 2021, ele apareceu na lista da revista Variety como um dos novos líderes de Hollywood.